# Колумбийско-латвийские отношения
Колумбийско-латвийские отношения — двусторонние дипломатические отношения между Колумбией и Латвией.

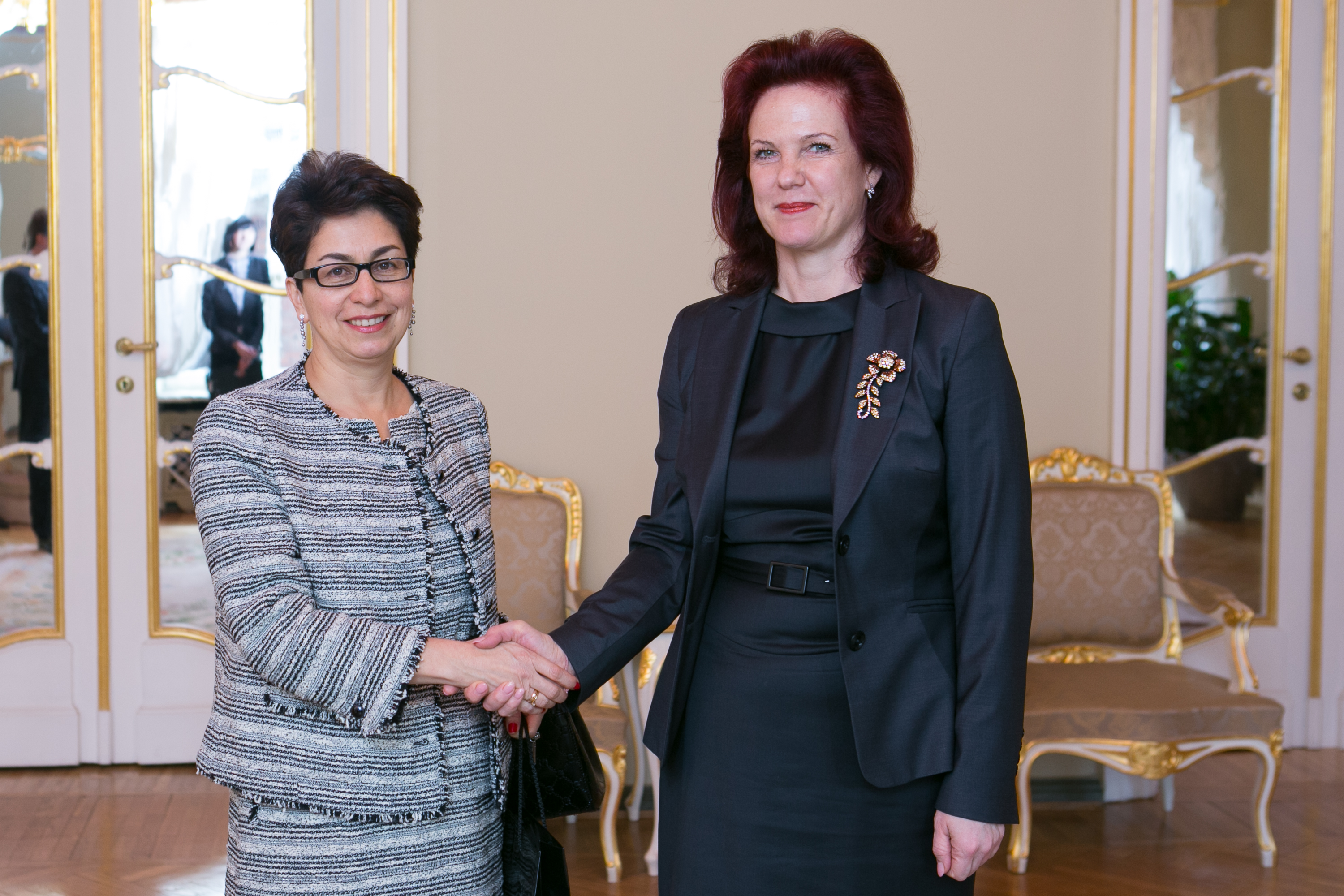
Встреча председателя Сейма Латвии Солвиты Аболтины с послом Колумбии в Латвии Викторией Гонсалес Аризой 30 апреля 2013 года

## История
8 июля 1922 года Колумбия признала Латвийскую Республику и никогда не признавала присоединение Латвии к СССР.
6 сентября 1991 года Колумбия признала восстановление независимости Латвии. Дипломатические отношения между странами были установлены 19 июля 1995 года.
Согласно оценке МИД Латвии, отношения между Латвией и Колумбией «очень хорошие и конструктивные». Как член Европейского союза Латвия участвует в диалоге «ЕС-Колумбия».
30 сентября 2003 года состоялась аккредитация первого посла Колумбии в Латвии.
7 июля 2005 года открылось почётное консульство Республики Колумбия в Латвии.
1 февраля 2006 года был подписан Меморандум о взаимопонимании между министерствами иностранных дел о создании механизма консультаций по вопросам, представляющим взаимный интерес.

## Визиты и встречи
- 31 января — 1 февраля 2006. Министр иностранных дел Колумбии Каролина Барко посетила Латвию с официальным визитом. Её сопровождали посол Республики Колумбия в Латвии Дори Санчес де Ветцель, директор по европейским делам МИД Колумбии Хосе Ренато Салазар и почётный консул Колумбии в Латвии Роберт Бинде. Это была первая в истории Латвии встреча на высшем уровне с членом правительства Колумбии.
- 27 января 2013. Встреча государственного секретаря МИД Латвии Андриса Тейкманиса с заместителем министра иностранных дел Колумбии Моникой Ланцеттой Мутис в рамках саммита ЕС-СЕЛАК в Сантьяго (Чили).
- 4 марта 2013. Встреча вице-министра иностранных дел Колумбии Моники Ланзеты Мутис с заместителем председателя Сейма Латвии Инесе Либиня-Эгнер и латвийской делегацией.
- 17—20 апреля 2013. Визит заместителя государственного секретаря МИД Латвии Андриса Тейкманиса в Колумбию для политических консультаций.
- 11 мая 2015. Колумбийско-латвийские политические консультации в Риге.
- 11 июня 2015. Встреча премьер-министра Латвии Лаймдоты Страуюмы с президентом Колумбии Хуаном Мануэлем Сантосом во время саммита глав государств и правительств ЕС-СЕЛАК в Брюсселе (Бельгия).
- 8 апреля 2016. Колумбийско-латвийские политические консультации в Риге.
- 25 октября 2016. Встреча министра иностранных дел Латвии Эдгара Ринкевича с министром иностранных дел Колумбии Марией Анхела Ольгин Куэльяр в рамках встречи министров иностранных дел ЕС и СЕЛАК в Доминиканской Республике.
- 6—7 октября 2017. Колумбийско-латвийские политические консультации в Риге.
- 8 мая 2018. Визит министра торговли, промышленности и туризма Колумбии Марии Лорены Гутьеррес в Латвию.

## Торгово-экономическое сотрудничество
Колумбия является 94-м для Латвии важным партнёром по экспорту и 76-м для Латвии важным партнёром по импорту. В 2019 году сальдо торговли товарами было положительным и составило 2,4 млн €.
В 2019 году общий экспорт товаров составил 3,3 млн €, что на 3 % больше, чем в 2018 году. Импорт товаров из Колумбии составил 0,9 млн €, что на 76 % больше, чем в 2018 году.
Основные группами экспорта из Латвии являются: машины, механизмы и электрооборудование (76 %), минеральные продукты (11 %), различные промышленные товары (9 %). Основными группами импорта из Колумбии являются: пластмассовые изделия (53 %), продукты растительного происхождения (27 %), машины, механизмы и электрооборудование (11 %).

## Дипломатические представительства
Посольство Украины в Варшаве (Польша) аккредитовано в Колумбии. В Латвии также представлено почётное консульство Колумбии.